# Cowspiracy
Pour plus de détails, voir Fiche technique et Distribution.
Cowspiracy: The Sustainability Secret est un film documentaire réalisé par Kip Andersen et Keegan Kuhn, sorti en 2014. Il montre l'impact de l'agriculture animale sur l'environnement, et interroge les positions des associations environnementales sur cette question. Les associations environnementales interrogées dans le film comprennent Greenpeace, Sierra Club, Surfrider Foundation, Rainforest Action Network (en), et beaucoup d'autres,,,.
Le film a été financé sur le site participatif IndieGoGo, 1 449 contributeurs donnant $117 092. Le financement a atteint 217% de l'objectif, ce qui a permis de doubler le film en espagnol et en allemand, et de le sous-titrer dans plus de dix autres langues, dont le français,.
Une nouvelle version du documentaire, produite par Leonardo DiCaprio, a été diffusée mondialement sur Netflix le 15 septembre 2015.

## Distribution
- Lisa Agabian (Sea Shepherd Conservation Society)
- Manucher Alemi (Department of Water Resources)
- Lindsey Allen (Rainforest Action Network)
- Kip Andersen (co-réalisateur)
- Will Anderson (Greenpeace)
- Deniz Bolbol (American Wild Horse)
- Heather Cooley (Pacific Institute)
- Kamyar Guivetchi (Department of Water Resources)
- Bruce Hamilton (Sierra Club)
- Susan Hartland (Sea Shepherd Conservation Society)
- Michael Klaper (médecin)
- Howard Lyman
- Demosthenes Maratos (Sustainability Institute)
- Chad Nelsen (Surfrider Foundation)
- Ann Notthoff (Natural Resources Defense Council)
- Richard Oppenlander (dentiste, chercheur)
- Lauren Ornelas (Food Empowerment Project)
- Michael Pollan
- William Potter
- Leila Salazar (Amazon Watch)
- Geoff Shester (Oceana)
- Kirk R. Smith (Environmental Health Sciences)
- Sister Dorothy Stang

## Distinctions
Cowspiracy a remporté le prix du public au festival du film écologique sud-africain 2015, ainsi que le prix du meilleur film étranger au 12e Festival de films pour l'environnement.

## Critiques
Le film est accusé de citer des chiffres sensationnalistes en dehors de tout consensus scientifique. Il affirme également qu'il existe un complot mondial mené par de puissantes entreprises agroalimentaires, et impliquant des associations de défense de l'environnement comme Greenpeace. Selon le propos du film, le silence de Greenpeace sur cette conspiration serait dû à ses liens financiers avec l'industrie. Greenpeace avait dénoncé à la sortie du film ces allégations, démentant tout lien financier avec cette industrie, et rappelant ses actions en vue de dénoncer l'impact environnemental de l'élevage intensif.